# Ocio digital
Se entiende por ocio digital  como una actividad que se realiza en relación con el tiempo libre y está ligado a las posibilidades que ofrecen los componentes y las aplicaciones que se llevan a cabo usando tecnología.

## Ocio digital con fines de aprendizaje ODFA
El ocio digital con fines de aprendizaje es el empleo formativo de sistemas digitales en tiempo libre.
La etimología, la historia, la definición y caracterización del ocio formal ha permitido justificarlo como scholé. Con el ocio digital es posible obtener conocimiento ubicuo para aprender o crear.
El ocio digital permite potenciar las competencias no solo como habilidades (manejo de los recursos digitales) sino como capacidades (resolución de problemas, colaboración, comunicación y creatividad).

## Introducción
Hoy en día, la sociedad utiliza las nuevas tecnologías, también llamadas TICs, para socializarse y comunicarse con los demás además de realizar trabajos escolares, adquirir habilidades y competencias para el desarrollo de actividades laborales e invertir tiempo de ocio, entre otras cosas.
Este uso de las TIC está sustituyendo actividades antes realizadas en grupo como hacer deporte, ir al cine, quedar con los amigos o salir con la familia. Las actividades en grupo se han visto reducidas por el uso de estas tecnologías ya que en Internet se encuentra "ocio fácil" y entretenimiento. Como consecuencia de ello, los ordenadores se han convertido en parte importante de nuestra vida diaria.
Las innovaciones tecnológicas tienen un gran impacto en nuestro estilo de vida y en nuestra rutina diaria, puesto que llegan a ser parte de la vida diaria de las personas y se convierten en herramientas valiosas para aportar al capital humano dados su potencial en la difusión de conocimiento y al acceso a distintas formas de realizar una actividad.

## Actividades
Las actividades en ocido digital con dispositivos móviles que realizan los estudiantes en general constituyen: el 68,3% entretenimiento, el 57,1% comunicación, el 53% aprendizaje, el 40,2% cultura, el 36,5% deporte, el 35,4% relaciones personales, el 29,8% emprendimiento, el 23,6% cuidado de la salud, el 23,2% movilidad, el 15,3% finanzas y el 10,1% alojamiento turístico.
En cuanto a actividades, se entiende como muestras de ocio digital en relación con el entretenimiento y la comuciacion las siguientes: 
- Revisar correo electrónico en diferentes cuentas.
- Chatear usando mensajería instantánea.
- Chatear en servicios de correos o redes sociales.
- Buscar en la red cosas de interés personal.
- Consultar y usar las aplicaciones de redes sociales.
- Ver en línea series de televisión, películas y vídeo.
- Escuchar música usando programas en el ordenador o desde emisoras en Internet.
- Descargar música, películas, software, textos...
- Aprender el uso de una aplicación o de un programa nuevo.
- Buscar, consultar y seguir noticias: uso de Feeds, diarios digitales...
- Utilizar buscadores de actividades culturales y de ocio.
- Participar en foros y comunidades temáticas.
- Ver, participar o crear Blogs.
- Jugar con videoconsolas o con el ordenador ya sea con programas de juegos o en red y con simuladores.

## Propiedades
Atendiendo a la forma en que se desarrollan las actividades de ocio digital, se describen los siguientes aspectos:
1. Simultaneidad en las actividades digitales: El uso de dispositivos tecnológicos, móviles o no, nos proporciona la posibilidad de realizar diversas actividades a la vez, siendo difícil entrever los límites entre espacios de trabajo y espacios de ocio.
2. Las necesidades de ocio y los momentos de satisfacerlas: El uso continuo de las tecnologías ha creado en la sociedad la necesidad de estar continuamente conectado a un dispositivo. La falta de ese dispositivo consigue provocar en la persona un cierto Síndrome de abstinencia creando así una necesidad de búsqueda de tiempo para satisfacer dicha falta.
3. Anormalidades en el espacio de ocio doméstico: En las casas suele haber un espacio dedicado a aquellos dispositivos con los que se "realiza" el ocio digital como podría ser un ordenador de sobremesa. Actualmente ese espacio se ve trastocado con el hecho de la existencia de los dispositivos móviles; a su vez, dicho espacio es ampliado y se extiende a toda la casa. El hecho de trabajar con un ordenador portátil en cualquier lugar (salón, habitación, despacho...) es un ejemplo de ello.
4. Anormalidades en el contexto del trabajo: Es habitual que durante nuestro tiempo de trabajo haya distracciones tales como la conexión a redes sociales, escuchar música o mantener conversaciones mediante chats.
5. Ocio y trabajo en otros espacios de la rutina diaria:  Gracias a la conexión a Internet y a las redes WiFi, estamos continuamente conectados y recibiendo feedback con el correo electrónico, aplicaciones de redes sociales o mensajería instantánea. Con todo ello, los límites entre el tiempo de ocio y de trabajo están borrosos: las empresas mandan trabajo a casa y en el trabajo a veces se resuelven cuestiones familiares mediante llamadas telefónicas o correos electrónicos. Es común que las empresas provean a sus trabajadores de ordenadores portátiles para que el trabajo realizado fuera del espacio empresarial sea registrado.

## Ritmo de crecimiento
"El ritmo de crecimiento es moderado pero va en aumento y en cuanto a datos relacionados con ocio, las actividades de ocio digital son los juegos y la música con el 49.2%, escuchar radio o ver televisión por Internet con el 33%, se expone la llegada de la televisión digital terrestre TDT a los hogares aunque los datos no son concretos dado que la implantación comenzó en 2009 y se hizo total en marzo de 2010, pero es importante mencionarlo para tenerlo en consideración para algunos datos arrojados durante las entrevistas y para posteriores estudios."